# Werner Pfisterer
Werner Pfisterer (* 3. September 1949 in Heidelberg-Kirchheim) ist ein deutscher Politiker der CDU.

## Leben
Nach der Schule absolvierte Pfisterer von 1965 bis 1968 eine Ausbildung zum Feinmechaniker am II. Physikalischen Institut und arbeitete dort weiter, bis er zum Institut für Umweltphysik wechselte. Von 1980 bis 1984 war er Personalratsvorsitzender der Universität Heidelberg, bis 2005 Personalrat. Ab 1975 war er als Feinmechaniker-Meister an der Universität Heidelberg am Institut für Umweltphysik bis März 2011; insgesamt 46 Jahre. Er ist verheiratet und hat einen Sohn.
1979 wurde Pfisterer Mitglied der CDU. 1989 wurde er in den Gemeinderat der Stadt Heidelberg gewählt, wo er 1992 stellvertretender Vorsitzender der CDU-Fraktion wurde. Im Juli 2024 schied er nach nicht erfolgter Kandidatur nach 35 Jahren aus dem Gemeinderat aus. 1996 wurde er als Abgeordneter in den Landtag von Baden-Württemberg gewählt. Er war Mitglied im Wissenschafts- und Wirtschaftsausschuss und gehörte dem CDU-Fraktionsvorstand an. Bei der Landtagswahl 2011 wurde er nicht wiedergewählt. Zuvor hatte er stets das Direktmandat im Wahlkreis Heidelberg gewonnen.
2022 erhielt Pfisterer das Bundesverdienstkreuz.